# António João de Ataíde
António João de Ataíde foi um religioso que atuou no Estado Português da Índia. Foi vigário capitular da Arquidiocese de Goa, entre 1839 e 1844. Compôs o 19.º e o 20.º Conselho de Governo da Índia, como autoridade eclesiástica. Nada mais se sabe sobre seus dados biográficos.